# 스피넬 선
스피넬 선(Spinel Sun)은 《카드캡터 사쿠라》의 등장인물이며 평상시에는 작은 날개가 달린 검은 고양이 모습이다.

## 개요
'사쿠라 카드 편'에서 부 터 등장하는 캐릭터로 에리오르(번안:에리얼 신)에 의해 만들어졌으며, 태양을 상징하고 어둠 속성으로 동양 마법을 사용한다. 입에서 빔과 같은 붉은 광선을 낼 수 있다. 조용한 것을 좋아하고 독서를 즐겨하며 평소에는 경어를 사용하는 침착한 모습이지만, 애니메이션 판에서는 단것을 먹으면 술을 먹은 것처럼 취해 주변의 보이는 단 음식을 모조리 먹으려 하는 버릇이 있다.